# أنتيغون (أنوي)
أنتيغون هي مسرحية من فصل واحد كتبها جان أنوي، عُرضت لأول مرة في مسرح الأتولييه بباريس في 6 فبراير 1944، خلال فترة الاحتلال الألماني، بإخراج وتصميم ديكور وأزياء من إعداد أندريه بارساك.
تُعد إعادة صياغة لمسرحية سوفوكليس التي تحمل نفس الاسم، وهي جزء من سلسلة المسرحيات السوداء الجديدة، إلى جانب جيزابيل (1932)، روميو وجانيت (1946)، وميديا (1953).

## ملخص
أنتيغون هي ابنة أوديب وجوكاست (زوجة وأم أوديب)، اللذين كانا حاكمين مدينة طيبة. بعد انتحار جوكاست ونفي أوديب، قتل شقيقا أنتيغون، إتيوقل وبولينيس، بعضهما البعض في صراع على عرش طيبة. كريون، شقيق جوكاست، أصبح الملك الجديد بسبب ذلك، وقرر أن يدفن فقط إتيوقل دون بولينيس، الذي وصفه بالمتمرد والخائن وأصدر مرسومًا يحذر فيه أن من يجرؤ على دفن جثة الخائن سيُعاقب بالإعدام. لم يجرؤ أحد على تحدي هذا المنع، فترك جسد بولينيس معرضًا لأشعة الشمس والنسور.
الوحيدة التي ترفض هذا الوضع هي أنتيغون. رغم منع عمها كريون، تذهب عدة مرات إلى جثة أخيها وتحاول تغطيتها بالتراب. أما أسمين، أختها، فلا تريد مرافقتها لأنها تخاف من كريون ومن الموت..
تُضبط أنتيغون متلبسة من طرف حراس الملك. ويُضطر كريون إلى تنفيذ حكم الإعدام بحقها. وبعد نقاش طويل بينها وبين عمها حول معنى الوجود، يُحكم عليها بأن تُدفن حيّة. لكن، وقبل أن يُغلق القبر، يعلم كريون أن ابنه ايمون، خطيب أنتيغون، قد حبس نفسه داخل القبر إلى جانب من يحب. وعندما يُعاد فتح القبر، يجدون أنتيغون قد شنقت نفسها بحزامها، وايمون، بعد أن بصق في وجه أبيه، طعن نفسه بسيفه في بطنه. وبسبب اليأس من فقدان ابنها الذي كانت تعشقه، تقوم أوريديس، زوجة كريون، بذبح نفسها من عنقها.

## الكتابة والإنتاج
كتب جان أنوي المسرحية بين عامي 1941 و1942، وبحسب كلماته: «على ضوء أولى العمليات الإرهابية، ولكن بالأخص كتنويع انطلاقًا من رائعة سوفوكليس، حول السلطة والتمرّد» . أحد الأحداث البارزة التي أثّرت في كتابة المسرحية هو محاولة الاغتيال الفاشلة التي استهدفت بيير لافال ومارسيل ديات** على يد المقاوم بول كوليت يوم 27 أغسطس 1941. ويبدو أن هذا الفعل، الذي اعتُبر التزامًا محكومًا عليه بالفشل، كان له تأثير كبير في تشكيل شخصية أنتيغون في المسرحية .
كما يوضح في مقدمة الطبعة الأولى، كان أنوي، الذي أُعجب بمسرحية سوفوكليس منذ مراهقته ، يرى خلال فترة الحرب أن مواضيعها — أي الفرد الذي ينهض في وجه قوى تفوقه — تكتسب دلالة جديدة. فعلى عكس الكاتب الكلاسيكي الذي صوّر صراع البشر مع الآلهة والمصير، قام أنوي بإضفاء الطابع الإنساني على المعركة الخاسرة التي يخوضها أبطاله، إذ إن القوى المتواجدة في مسرحيته ليست إلا بشرية: النفاق، الأنانية، والكبرياء .
بعد موافقة الإدارة الألمانية على الرقابة ، عُرضت المسرحية لأول مرة يوم 4 فبراير 1944 على خشبة مسرح الأتولييه (Théâtre de l’Atelier) بإخراج أندريه بارساك. كان بارساك صديقًا للمؤلف، وقد أخرج عدة أعمال له، مثل حفلة اللصوص (Le Bal des voleurs, سنة 1938)، وموعد سانليس (Le Rendez-vous de Senlis, سنة 1941)، وأوريديس (Eurydice, سنة 1941). كما قام بارساك أيضًا بتصميم الديكورات والأزياء، التي جاءت حديثة الطابع عمدًا : فالملك كريون تخلى عن الطوغا (الرداء الإغريقي التقليدي) وارتدى سترة رسمية (فرَاك)، أما أنتيغون وإسمين، فارتدتا فساتين بسيطة، أنتيغون باللون الأسود، وإسمين بالأبيض، بينما كان الحراس يرتدون معاطف مطرية سوداء طويلة، تشبه تلك التي كان يرتديها أفراد الميليشيا أو الغيستابو (الشرطة السرية النازية) .

## الشخصيات

### الشخصيات الرئيسية
- أنتيغون: ابنة أوديب، أخت إتيوكلي، بولينيك وإسمين، وهي بطلة المسرحية. يصفها من حولها بأنها «ليست أنثوية بما فيه الكفاية»، لكن ذلك لا يمنعها من امتلاك إرادة من حديد، وهي الإرادة التي تدفعها إلى مواجهة خالها كريون بمحاولتها دفن أخيها رغم الحظر.

- كريون: شقيق جوكاست، وهو الملك الشرعي لطيبة بعد وفاة الأميرين المتنازعين. كريون حاكم مسنّ، متعقل وشجاع. يُصوَّر على أنه وحيد («كريون وحيد»)، ما يجعله يكرّس نفسه بالكامل لواجبات حكمه، ويتحمّل التضحيات اللازمة، مثل معاقبة بولينيك أو تنفيذ حكم الإعدام في أنتيغون.

- إسمين: أخت أنتيغون، وتحبها كثيرًا («إذا قتلتموها، فستضطرون لقتلي معها!»)، لكنها ليست شجاعة في بداية القصة. مع ذلك، تبقى فتاة جميلة و«أنثوية» وعقلانية («أنا غالبًا ما أكون على حق أكثر منك!»).

- هيمون: ابن كريون ويوريديس، وخطيب أنتيغون، مخلص لها جدًا («نعم أنتيغون، أحبك كامرأة»)؛ إخلاصه يدفعه للانتحار بعد أن تموت بأمر من والده. وهذا الحدث يدفعه أيضًا إلى احتقار والده، الذي كان يُعجب به كثيرًا في السابق.

### الشخصيات الثانوية
- المربية: سيدة مسنّة تُنادى أيضًا بـ«نونّو» من قِبل الفتيات اللواتي ترعاهن.

- المُقدِّمة / الجوقة: مستوحاة من مسرحيات اليونان القديمة، وهي «كيان» يتدخل في بداية النص ليحكي لنا سياق المسرحية ويقدّم الشخصيات التي ستتطور فيها. منذ البداية، يكشف لنا مسبقًا النهاية المأساوية للشخصيات. ويعود للظهور لاحقًا طوال المسرحية للمساهمة في تقدم السرد أو لدفع شخصية ما إلى التأمل.

- يوريديس: زوجة كريون، تقضي أيامها في حياكة الملابس لفقراء طيبة. في نهاية المسرحية، يُقال إن هؤلاء «سيشعرون بالبرد» لأنها تقطع حلقها بعد أن تعلم بوفاة ابنها.

- الحراس الثلاثة: مكلفون بحراسة جثة بولينيك.

- صبيّ الملك (الصفحة): مساعد شاب للملك، يرافقه غالبًا في المشاهد.

- الرسول: شخصية تظهر لإبلاغ الآخرين بالأحداث المأساوية التي تقع خارج المسرح، مثل انتحار أنتيغون أو هيمون أو يوريديس.

## الاستقبال

### في عام 1944
الاستقبال كان إيجابيًا إلى حدٍّ كبير، حيث رأى البعض في شخصية أنتيغون تجسيدًا رمزيًا للتمرّد الضروري ضد النظام الظالم. وكتبت سيمون فرايس أن «روح المقاومة قد تعرّفت على نفسها فيها».
حققت أنتيغون نجاحًا جماهيريًا كبيرًا، خصوصًا بالنظر إلى الظروف الصعبة التي كانت تُعرض فيها المسرحية (مسرح غير مدفّأ، انقطاعات في التيار الكهربائي، إلخ). ويتذكّر أنوي قائلاً:
«كانت القاعة ممتلئة كل مساء، وكان هناك الكثير من الضباط والجنود الألمان. ماذا كانوا يفكرون؟ الكاتب الألماني فريدريش زيبرغ، مؤلف كتاب هل الله فرنسي؟، وكان أكثر فطنة، نبّه ـ حسبما قيل لي ـ برلين إلى أن مسرحية تُعرض في باريس قد يكون لها تأثير محبط على الجنود الذين يحضرونها بكثرة. تم استدعاء بارساك على الفور إلى قسم الدعاية النازية (Propagandastaffel)، حيث تم توبيخه بعنف واتُّهم بعرض مسرحية دون الحصول على إذن. كانت المسألة خطيرة. فتظاهر بارساك بالبراءة، وأكد أن المسرحية قد تم الترخيص لها عام 1941 — وأبرز نسخة المخطوط المختومة، ثم وُجدت النسخة الثانية في المكتب المجاور. لم يكن بإمكان السلطات الألمانية التراجع عن قرارها دون أن تفقد ماء وجهها. ومع ذلك، تم اقتراح أن يتوقف عن عرض المسرحية.»
عبّرت الصحافة العامة عن حماسها الكبير لإعادة كتابة كلاسيكية مثل أنتيغون. ففي صحيفة L'Illustration، يرى أوليفييه كوان أن «منذ راسين، لم يُكتب شيء بهذه الروعة، بهذا العمق، وبهذا البعد الإنساني»، بينما يضيف جان سوفينيه في Hier et demain أن «لم يُخَن سوفوكليس بهذا الجمال من قبل — عن قصد طبعًا. جيرو دو وجان كوكتو جدّدا مواضيع خالدة. أما أنوي، فمع أنه تابع المسرح القديم عن كثب، فقد حوّله بالكامل؛ لقد بثّ فيه روحًا جديدة». أما رولان بورنال، فكان الصوت الناقد الوحيد تقريبًا، حيث صرّح في Comœdia (فبراير 1944): «لم أحضر يومًا عرضًا بهذه القسوة، بهذه السخافة المؤلمة، وبهذا الفراغ من المعنى». ومن الناحية التقنية، فقد حظيت الديكورات والأزياء الحديثة، إلى جانب أداء الممثلين، بإشادة كبيرة من الجمهور والنقاد على حد سواء.
أنْتيغون تقاسَمَت الرأي حول رمزيتها، إذ بدا أن كل جهة ترى فيها رسالة مختلفة. فبينما اعتبرها البعض مشجّعة على التعاون مع المحتلّ من خلال تقديم شخصية كريون بطريقة إنسانية، رأى آخرون في موت أنتيغون رفضًا صريحًا لأي مساومة مع العدوّ. صحف اليمين المتطرف، مثل Je suis partout، أشادت بالمسرحية بسبب نهايتها (سحق التمرد واستعادة النظام)، حيث كُتب: «أنتيغون، الإلهة الصغيرة للفوضى، عندما تواجه قانون كريون، لا تُجسّد فقط الحق الطبيعي في مواجهة الحق الاجتماعي، بل أيضًا ثورة النقاء ضد أكاذيب البشر، وثورة الروح ضد الحياة. إنها ثورة مجنونة ورائعة، لكنها في غاية الخطورة على النوع البشري، لأنها في حياة المجتمعات تؤدي إلى الفوضى، وفي حياة الأفراد تؤدي إلى الانتحار»(ألان لوبرو، فبراير 1944).في المقابل، اعتبر آخرون، مثل صحيفة Les Lettres françaises التابعة للمقاومة، أن المسرحية تسهّل التواطؤ مع الألمان، نظرًا لما تحمله من تشاؤم وسلبية تخدر روح المقاومة
توقفت العروض خلال شهر غشت أثناء تحرير باريس، لكنها استؤنفت في نهاية شتنبر. ومن خلال عدسة فرنسا المُحرّرة، بدأت بعض الأصوات تتهم أنوي بقدر من التواطؤ أو التساهل مع المحتلّ، وهو ما اعتُبر مجسَّدًا في شخصية كريون، حيث رأى بعض النقاد فيه تجسيدًا للمارشال بيتان. فكريون في نص أنوي لم يعد طاغية كما في نص سوفوكل، بل ملك براغماتي، منهك من المسؤولية تجاه شعبه، وممزق بين الواجب والحب الذي يكنّه لابنة أخيه. ولهذا السبب، قال أندريه بروتون: «أنتيغون مسرحية دنيئة، من تأليف أحد عناصر فافن-إس-إس» (Les Lettres françaises, 1944).
دافع عدد من الشخصيات البارزة عن أنوي ومسرحيته أنتيغون. فقد صرخ الجنرال كونيغ، مارشال فرنسا ورفيق التحرير، في نهاية أحد العروض قائلاً: «هذا رائع!» أما بيير بينار، فكتب في شتنبر 1944 في جريدة الجبهة الوطنية (وهي جريدة ذات توجه شيوعي): «بعض أصدقائي نددوا [...] بإلهام رأوا فيه ميولًا هتلرية. أما أنا، فقد وجدت فيها نبرة مناهضة للفاشية. لا يمكنني أن أقتنع بأن أنتيغون عمل يخدم الديكتاتورية.»

### النسل
في رواية الجدار الرابع للكاتب سورج شالاندون، الحائزة على جائزة غونكور للثانويين سنة 2013، تدور أحداث القصة حول مسرحية أنتيغون، حيث يتمحور السرد حول مشروع تقديمها في بيروت خلال ثمانينيات القرن الماضي، في خضم الحرب الأهلية اللبنانية.

## الإنتاجات الرئيسية
- مسرح أتيليه ، 1944 (الإنشاء)

الإخراج، الديكور والأزياء: أندريه بارساك مع:
- مونيل فالنتين (أنتيغون)
- جان دافي (كريون)
- سوزان فلون (إسمين)
- أندريه لوغال (هيمون)
- أوديت تالازاك (المربية)
- أوغوست بوفيريو (الكورَس/الجوقة)
- إدموند بوشان (الحارس الأول)
- سوزان دالتي (يوريـديس)
- ر. ج. رامبوفيل (الرسول)
- جان ميزراي (الصفحة)
- بول ماتوس وجان سيلفير (الحراس)

- مسرح أتيليه ، مهرجان فيينا ، 1961

الإخراج، الديكور والأزياء: أندريه بارساك مع:
- كاترين سيليرز (أنتيغون)
- جوليان بيرتو (كريون)
- فرانسين بيرجيه (إسمين)
- بيير تابار (هيمون)
- أندريه تانزي (المربية)
- مارسيل دورفال (الكورَس/الجوقة)
- شارل دينير (الحارس الأول)
- هنرييت بالو (يوريـديس)
- جان موسيلي (الرسول)
- فريد ميشيل (الصفحة)
- بول ماتوس وبيير مونكوربييه (الحراس)

- مسرح ماثورينز ، 1975 , , ,

الإخراج: نيكول أنويه الديكور والأزياء: جان-ديني مالكليس التمثيل:
- أنيك بلانشاتو (أنتيغون)
- ميشيل أوكلير أو جان لوفريه (كريون)
- ماري-جورج باسكال (إسمين)
- فرانسوا سينير (هيمون)
- جيلبيرت جينيه (المربية)
- غابرييل كاتاند أو بيير هاتيه (الجوقة)
- جورج ستاكيت (الحارس الأول)
- جاكلين ياكو-ميكا (يوريـديس)
- إدغار جيفري أو بيير-فرانسوا بيستوريو (الرسول)
- فرانك رالو أو فابيّن لانصون (الصفحة)
- جان-بيير درافيل وفرانسوا سوربيو (الحراس)